# Lapaeumides actor
Lapaeumides actor is een vlinder uit de familie Castniidae. De soort komt voor in het Neotropisch gebied.